# Krenosmittia
Krenosmittia is een muggengeslacht uit de familie van de Dansmuggen (Chironomidae).

## Soorten
- K. boreoalpina (Goetghebuer, 1944)
- K. camptophelps (Edwards, 1929)
- K. camptophleps (Edwards, 1929)
- K. halvorseni (Cranston and Saether, 1986)
- K. hispanica Wuelker, 1957
- K. novokshonovi Krasheninnikov & Makarchenko, 2009